# دکومومو
دوکومومو (نهاد بین‌المللی مستندنگاری و حفاظت از آثار معماری مدرن و معاصر) در سال ۱۹۸۸ توسط دو معمار هلندی هوبرت یان هنکت (Hubert-Jan Henket) و وسل یونگه (Wessel de Jonge) در شهر آیندهوون بنیان‌گذاری شد. این سازمان با الگوبرداری از «کمیته بین‌المللی یادمان‌ها و مجموعه‌های تاریخی، ایکوموس» ثبت شد.

سازمان دکومومو از زمان تأسیس خود در سال ۱۹۸۸، نقش چشمگیری در حوزهٔ حفاظت از میراث مدرن و هم چنین بسط و توسعهٔ فرهنگ معماری داشته‌است. شخصیت میان‌رشته‌ای این سازمان، با کنار هم نشاندن تاریخدانان، معماران، مهندسین، طراحان و برنامه‌ریزان شهری، معماران منظر، معماران حفاظت‌گر، اساتید و دانشجویان این مهم را فراهم آورده‌است.

اهداف این سازمان در بیانیه آیندهوون اینگونه ذکر شده‌است:
- معرفی و تقویت اهمیت جنبش مدرن در نظر عموم، مقامات قانون‌گذار، جامعه متخصصین و حوزه آموزشی که در حیطه ساخت فعال هستند.
- شناسایی و مستندنگاری آثار جنبش مدرن: ثبت، برداشت معماری، تصویربرداری، بایگانی و دیگر عملیات‌های مستندنگاری.
- شناسایی و ترویج روش‌های دقیق حفاظت و مرمت آثار مدرن
- مقابله با تخریب آثار مهم جنبش مدرن
- بسط و توسعهٔ دانش حمایت گر جنبش مدرن
- ترویج بستر مناسب پژوهش میان رشته‌ای (تخصص‌های معماری، شهرسازی و تمام تخصص‌های مرتبط با طراحی بناها و سایت‌های قرن بیستم) در دانشگاه‌ها، مراکز خصوصی و غیر خصوصی.
- جذب بودجه به منظور اجرای اهداف.[۳]

## دکوموموی ایران
دوکومومو ایران در ۱۹ مرداد ۱۳۹۱ طی ارسال پرونده و حضور نمایندگانی از سوی کشور ایران در جلسه شورای جهانی دوکومومو و در کنفرانس دو سالانه آن در کشور فنلاند تصویب شد. مقر کنونی دوکوموموی ایران در دانشکده معماری دانشگاه تهران است.

## مطالعه بیشتر
"Why we have to protect our modern buildings" WalesOnline, http://www.walesonline.co.uk/news/wales-news/protect-modern-buildings-2094815 (accessed 1۰ مارس ۲۰۱۵).